# Braun Unterhaltungselektronik

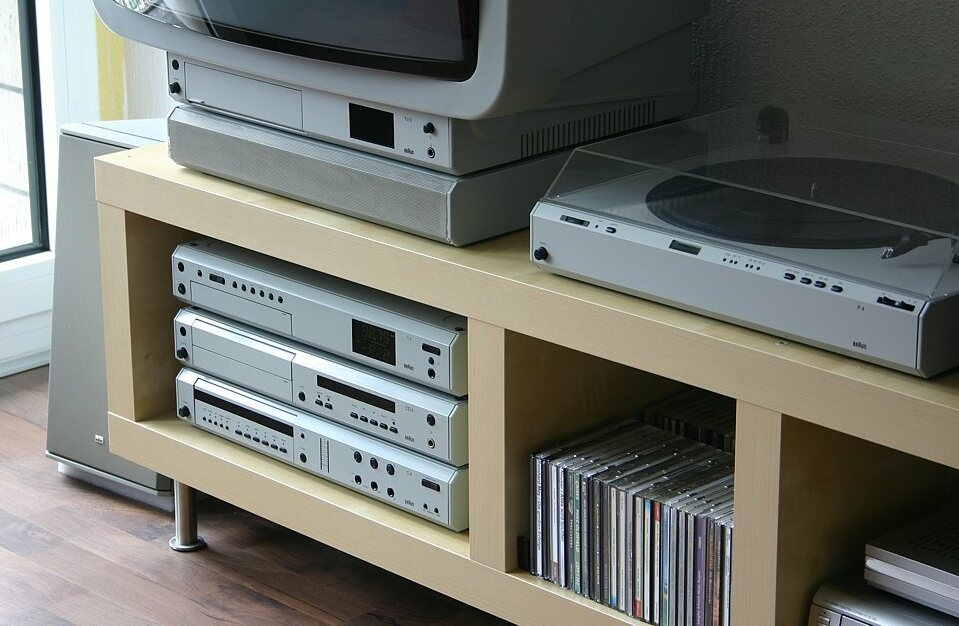
Komponenten der Atelier-Serie, 1979 bis 1990

Die Unterhaltungselektronik der Braun AG gehörte bis zu ihrer Auflösung 1990 zum „Artikelbereich Elektronik“. Der Artikel beschreibt den zeitlichen Rahmen und die Produkte. Bis 1991 wurden Plattenspieler und Lautsprecher noch bei Braun in Kronberg hergestellt.

## Anfänge
1933 stellte Braun die ersten Rundfunkgeräte „Mozart“ und das Modell „Edelsuper“ und Ende der 1930er Jahre Kofferradios her. Nachdem die Söhne des Gründers, dem Ingenieur Max Braun, 1951 das Unternehmen übernommen hatten, legten sie das Augenmerk auch auf das Design der Geräte, die dann 1955 erschienen. Seitdem zeichneten sich die Braun-Produkte durch ein unverwechselbares Design aus, das international Anerkennung fand und in Fachkreisen als stilbildend für deutsches Design gilt. Dazu war die Einstellung des Innenarchitekten Dieter Rams 1955 ein entscheidender Schritt.
Bis 1970 gehörten auch Blitzgeräte zum Artikelbereich Elektronik, wurden dann aber dem Artikelbereich Foto zugeordnet.

## Zeitlicher Ablauf mit Produkten ab 1955

### Tischradios

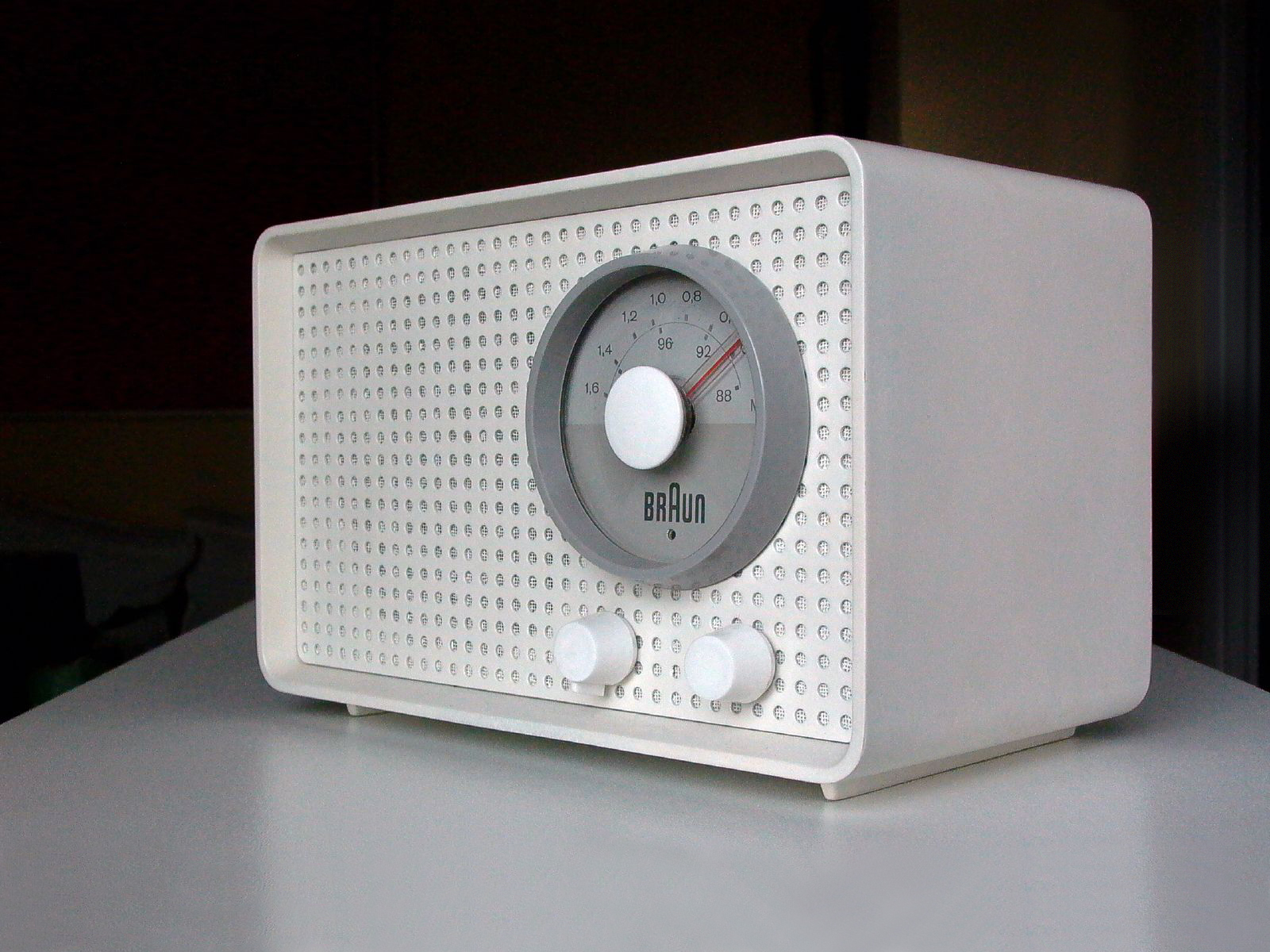
Röhrenradio Braun „SK 2“ von 1955

SK 1
Das Tischradio SK 1 ist ein Röhrenradio, das von Fritz Eichler und Artur Braun 1954 entworfen wurde. Die neu entwickelten Tischradios „SK 1“ sowie „SK 2“ wurden 1955 auf der Düsseldorfer Funkausstellung vorgestellt. Der „SK 1“ war eines der ersten Braun-Produkte aus der Abteilung für Formgestaltung und leitete das neue Produktdesign des Unternehmens ein.
TS-G
1954 entwarf Hans Gugelot für Braun das Tischradio TS-G. Als Rundfunk-Chassis wurden ein RC55AUK, RC55 AU, RC56 AUK oder ein RC60 verbaut das Gehäuse war in Ahorn oder Nußbaum natur erhältlich. 1955 kostete das TS-G 360 DM.
G 11
Das Röhrenradio G 11 wurde 1955 von Hans Gugelot entworfen und hat auf der Vorderseite oberhalb der Radioskala eine Metall-Jalousie, das Gehäuse ist Ahorn und es wurde das Radio-Chassis RC60 verwendet. 1955 kostete das Tischradio 310 DM. Das Röhrenradio „G 11“ und der Plattenspieler „G 12“, beide in Ahorn, waren die ersten Bausteine einer Anbauserie. 1956 folgte passend zu diesen Geräten das Braun Fernsehgerät „FS-G“.
TS 1
War in Nußbaum natur oder Rüster erhältlich. Entwurf von den Werkstätten Thun, 1955.
RT 20
Der Tischsuper RT 20, entworfen von Dieter Rams, war erhältlich mit weißer Metallfront und buchefurniertem Gehäuse oder einer graphitfarbenen Metallfront und einem Gehäuse aus Birnenholzfurnier. Verbaut wurde ein Rundfunk-Chassis 31. Es wurde 1961 für 278 DM angeboten.

### Radio-Phono-Kombinationen

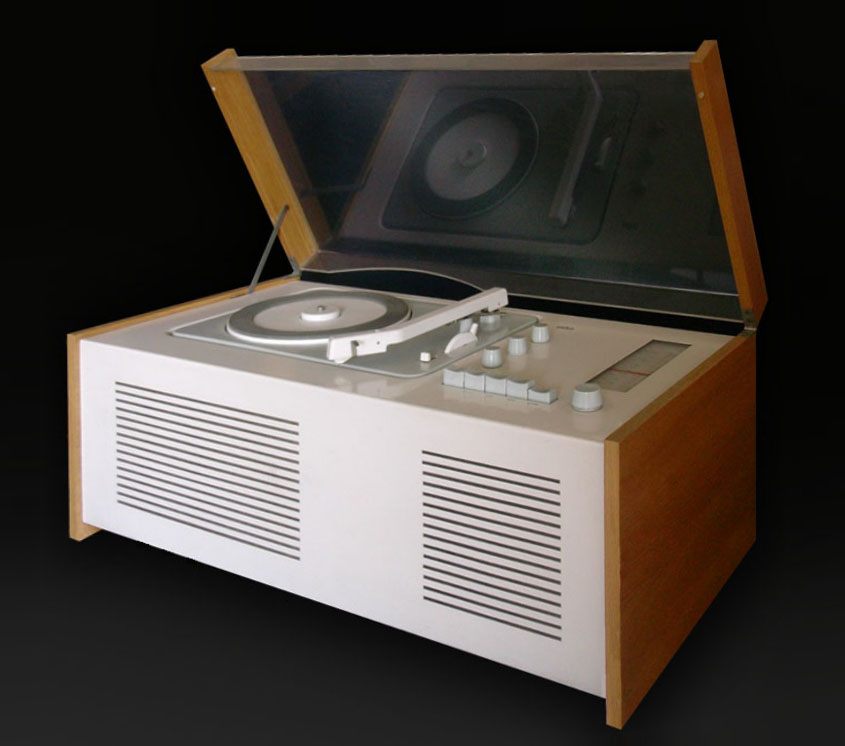
„Phonosuper SK 61“ von 1962

Phonosuper SK 4
Der „Phonosuper SK 4“ von 1956 besteht aus einem Röhrenradio und einem Plattenspieler in einem ganzseitig geschlossenen Gehäuse aus Metall und Holz mit einem Acrylglasdeckel, deswegen umgangssprachlich „Schneewittchensarg“ genannt. Entworfen wurde diese Radio-Phono-Kombination von Hans Gugelot und Dieter Rams.
PK 1
Das Modell „PK 1“ wurde im Auftrags Braun von den Werkstätten Thun aus Jettingen entworfen und erschien 1956. Das Gehäuse aus Nussbaum wurde im sogenannten „Werkstättenstil“ gehalten. Die Radio-Phono-Kombination, besteht aus dem Rundfunk Chassis RC 60, dem Plattenspieler PC3 und hat drei Lautsprecher. Mögliche Typen-Bezeichnungen sind: RC60, RC61, RC55UK oder RC56AUK.
combi
Die von Wilhelm Wagenfeld entworfene Radio-Phono-Kombination „combi“ gehört zu den Kofferempfänger und verfügt daher über die Möglichkeit des Batterie- oder Netzbetriebs. Das Gehäuse aus stoßfestem Kunststoff in lichtgrauen Farbtönen hatte rote Knöpfe und wiegt nur 4,4 kg. Als das Gerät 1955 von Braun vorgestellt wurde, fiel es besonders durch sein ungewöhnliches Design auf. Der Röhren-Kofferempfänger kostete 223 DM ohne Batterien. Er hat einen Empfänger für Mittelwelle und Langwelle sowie eine eingebaute Ferritstab-Antenne. Der Plattenspieler mit Spezialmotor ist für 17 cm Langspielplatten mit 45 Umdrehungen pro Minute ausgelegt. Besonders war, dass das Gerät über einen abnehmbaren Tragriemen, einen Halter für sechs 17 cm Schallplatten im Deckel, eine automatische Sparschaltung bei Phonobetrieb und eine Drucktasten-Automatik verfügt.

### Musiktruhen/Musikschränke

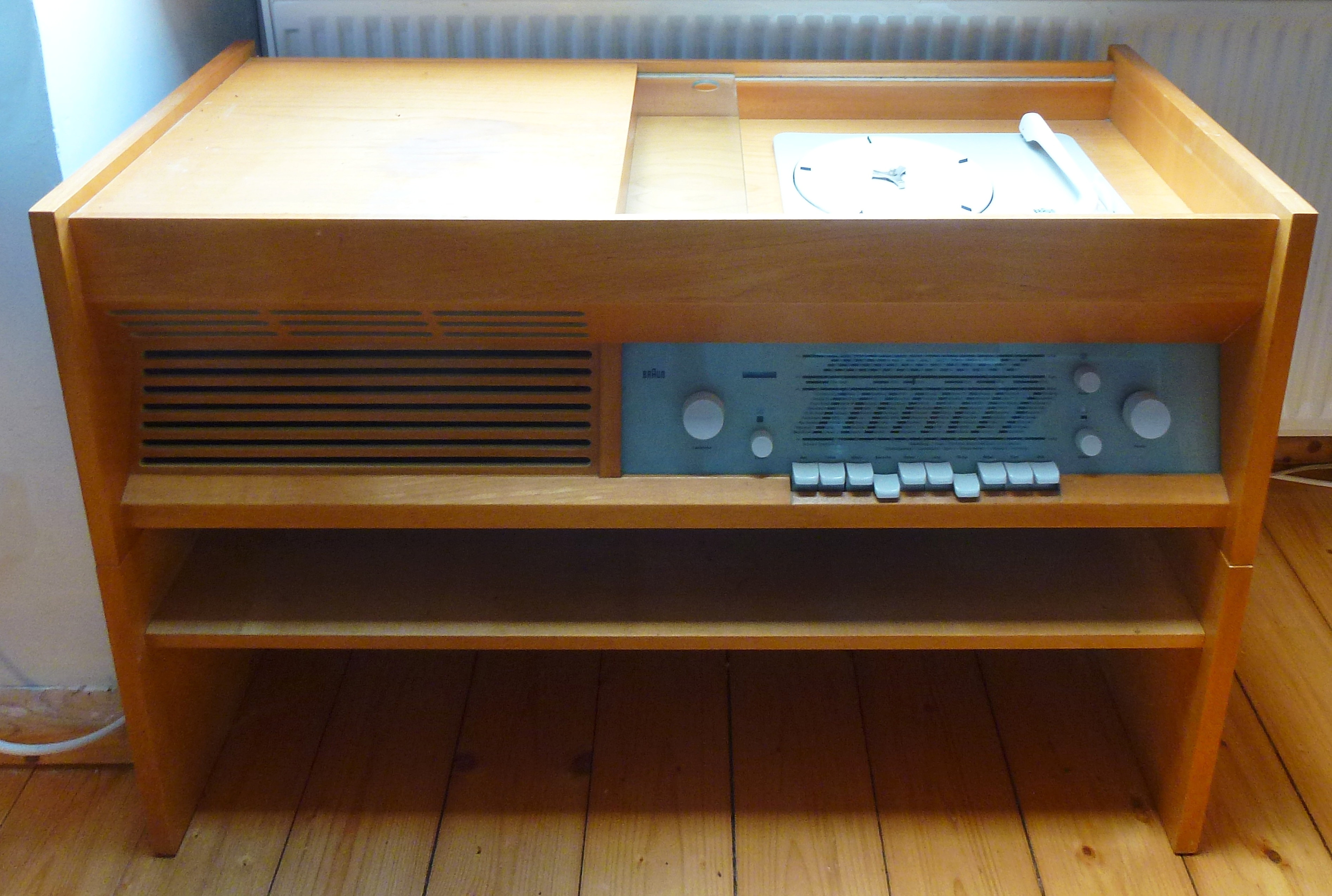
Musiktruhe „PK-G5“, 1957/1958

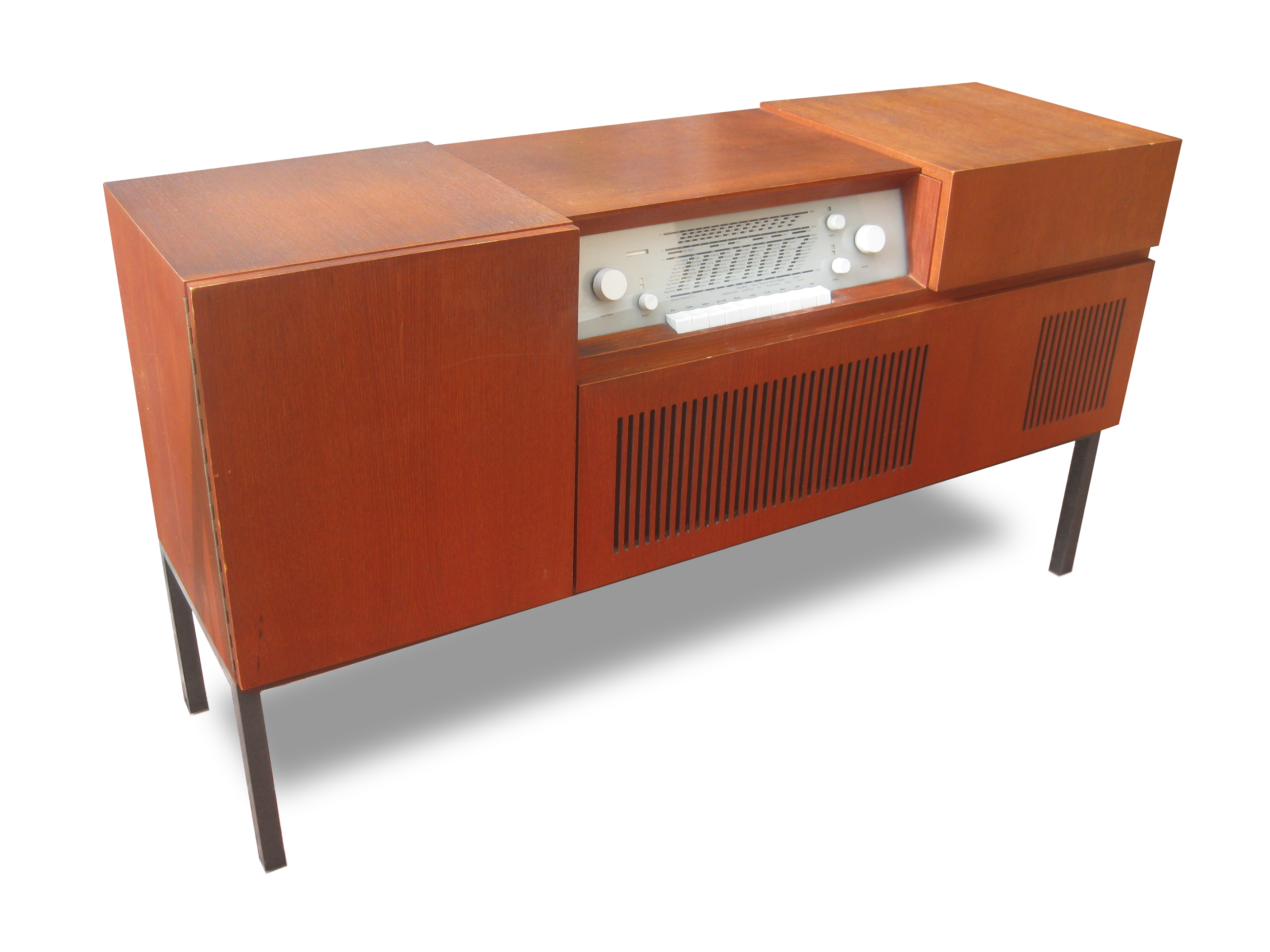
Musikschrank „HM 6-81“ von 1958

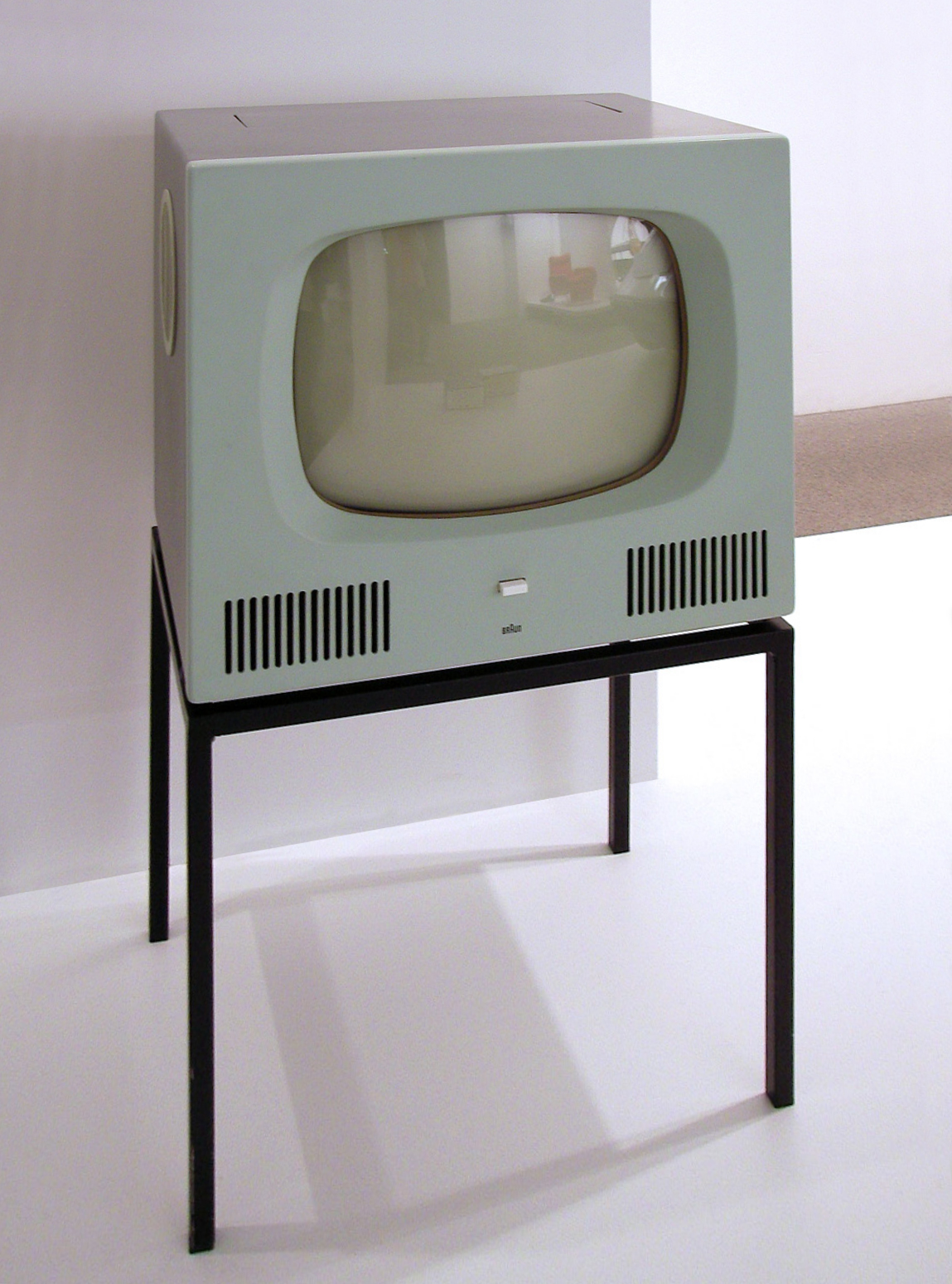
Fernsehgerät HF 1, 1958
Herbert Hirche

Das Erscheinungsbild der Braun-Musikschränke wurde vor allem von Herbert Hirche, von der Akademie der Bildenden Künste Stuttgart, von Hans Gugelot, den Werkstätten Thun und der Werkkunstschule Krefeld geprägt. Die von Herbert Hirche entworfenen Braun-Musikschränke gehörten zu den Braun-Spitzenprodukten. Sie gehörten unter anderem zur Ausstattung der Musterwohnungen auf der Berliner Interbau von 1957 aber auch zur Ausstattung des Jazzkellers Frankfurt.
In den 1960er-Jahren wurde der Wandel vom Designmöbel zum designorientierten Gerät vollzogen, somit verließ auch Braun den Tonmöbelbereich. Die in Ahorn, Palisander oder Nussbaum furnierten Gehäuse wurden im Laufe der Jahre durch kompakte Aluminiumgehäuse und später Kunststoffgehäuse ersetzt.
HM 6
1957 entwarf Herbert Hirche den Musikschrank „HM 6“, er besteht aus dem Röhrenradio „RC 62“, 1958 aus dem Stereo-Röhrenradio „RC 7“ oder „RC 8“ und dem Plattenwechsler Telefunken „TW 501 Ron 2“. Das Gehäuse aus Teak oder Nußbaum Natur hat ein passendes Holzuntergestell und kein Stahlgestell erhalten. Der Stereo-Verstärker leistet 2×6 Watt, das Empfangsteil ist für die Wellenbereiche Langwelle, Mittelwelle, Kurzwelle und UKW ausgelegt. Er ist mit zwei Konzert-Lautsprechern und einem Mittel-Hochton-Lautsprecher bestückt. 1958 kostete der „HM 6-81“ 1030 DM.
PK-G
Hans Gugelot entwarf 1955 den Musikschrank „PK-G“, der aus einem Holzgehäuse aus Ahorn besteht und mit dem Röhreradio-Chassis „RC 60“ sowie einem Plattenspieler „PC 3“ bestückt ist sowie den „PK-G2“, wie der PK-G, der im Unterteil einen großen Schallplattenschrank hat. Der Plattenspieler wird durch eine verschiebbare Glasplatte vor Staub geschützt. 1956 folgte der „PK-G3“ mit RC61, der „PK-G4“, 1960 der „PK-G5“ und 1961 das letzte Modell der „PK-G51“, eine Stereo-Kombination mit RC 82B.

### Fernsehgeräte

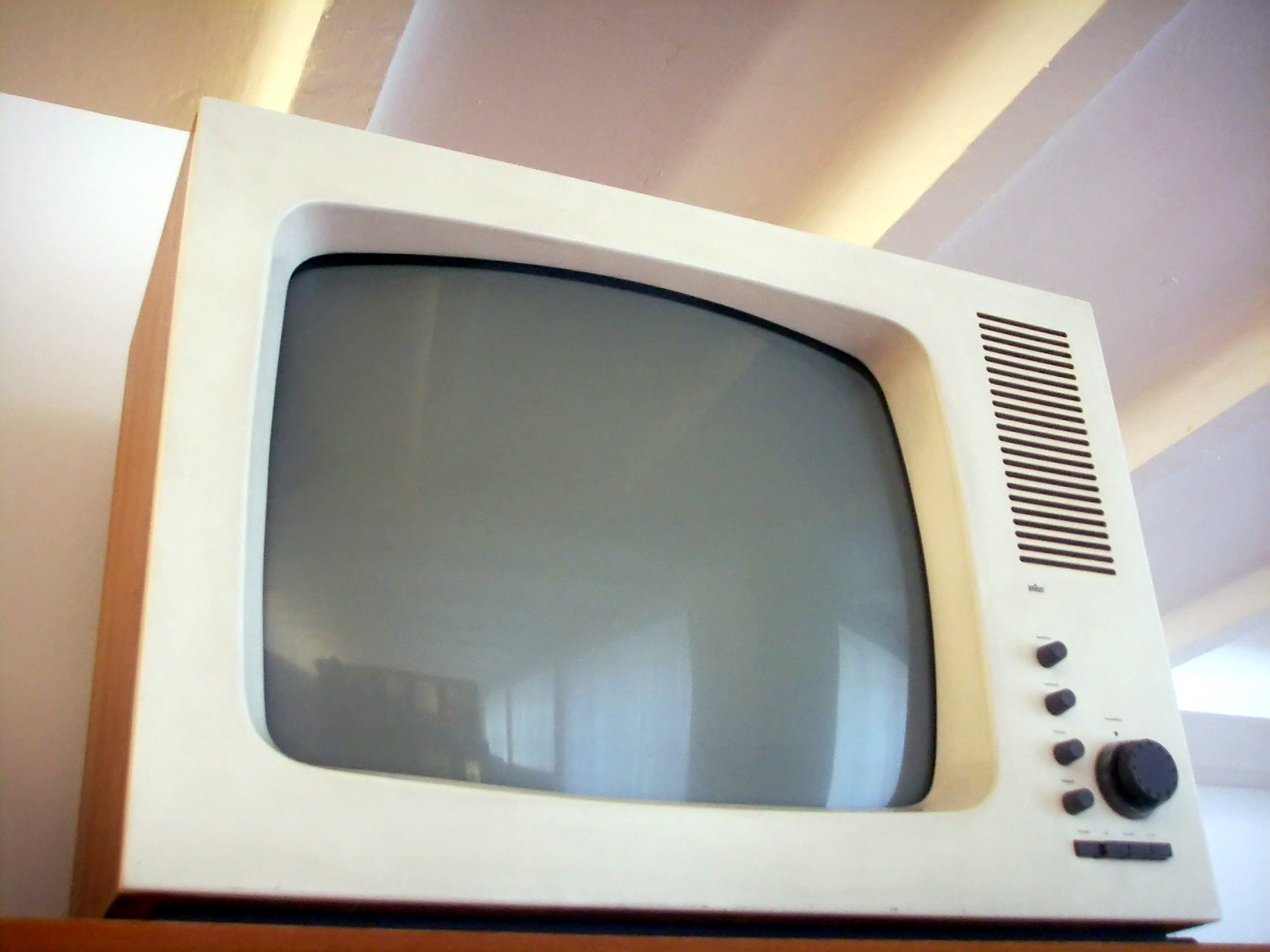
Fernsehgerät „FS 6“, 1962
Herbert Hirche

Braun hatte 1955 mit FS1 und FS2 noch Fernsehgeräte mit Holzgehäuse gefertigt und Herbert Hirche noch 1957 den Fernsehschrank HFS 2 mit Holzgehäuse gestaltet; alle hatten mittig angeordnete Bildschirme.
HF 1
1958 erschien das HF1. Sein von Herbert Hirche gestaltete Gehäuse zeigte eine graue Kunststoffoberfläche. Die Technik stammte von Telefunken. Die Bildröhrendiagonale betrug 43 cm. Die Bedienungselemente waren unter einer Klappe in der Gehäuseoberseite platziert. Er diente auch als Motiv der 1,10 DM-Briefmarke aus der Serie Design in Deutschland 1999.
Weitere Modelle FS
Die Modelle FS 3, 4, 5 und FS 51 zwischen 1958 und 1962 hatten eine mittig angeordnete 53-er und 59-er Bildröhre in einem weißen Rahmen.
1964 gestaltete Dieter Rams das Standgerät FS 80 mit einem Holzgehäuse, das mit hellgrauem Kunststoff beschichtet war; seine Rückwand bestand aus grauem Kunststoff. Das Gerät war auf einem Fußgestell drehbar und frei im Raum aufstellbar.

#### Farbfernseher
Das FS 1000 war 1967 das erste Farbfernsehgerät von Braun. Das Gehäuse war hellgrau und hatte eine 63-er Bildröhre mit satiniertem Bildschirm (Hersteller: Westinghouse), um Reflexe zu vermindern. Im Bereich Fernseher gab es dann eine 15-jährige Pause, die erst 1985 mit dem TV 3 endete; sein Design war von Peter Hartwein. Er hatte eine 70er Bildröhre von Thomson Brandt, aber keine eigenen Lautsprecher, da er im Kontext der Braun Atelier-Anlage stand; außerdem konnte ein Lautsprechermodul LTV in der Breite der übrigen Atelier-Komponenten verwendet werden.

### Kompaktgeräte (Steuergeräte)

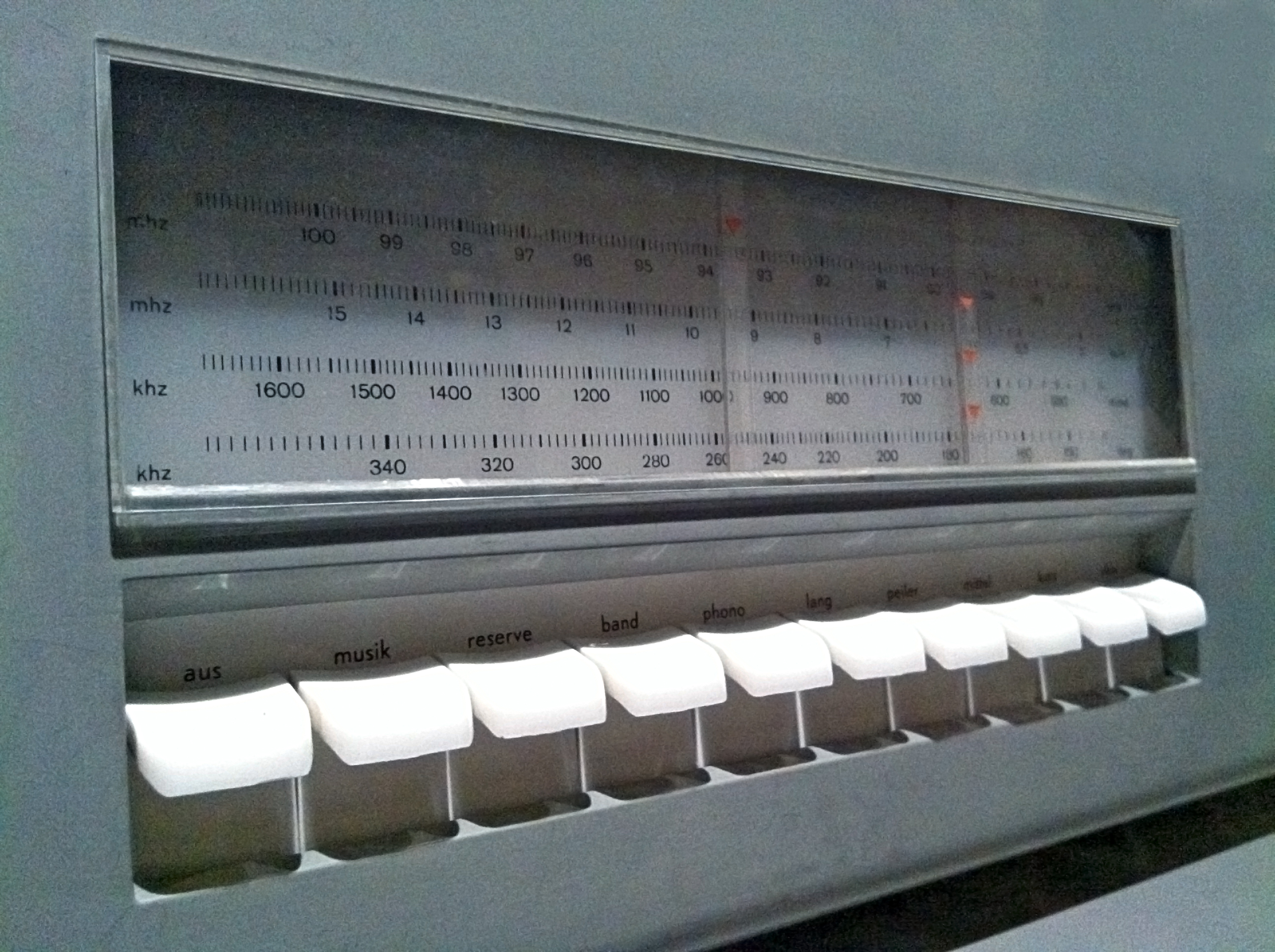
Skala und Tasten der Radio-Plattenspieler-Kombination „Studio 1“ von 1958

Studio 1
Die Gestaltung des Kompaktgerätes „Studio 1“ von Hans Gugelot und Herbert Lindinger dauerte von 1956 bis 1957 und die Serienproduktion begann im Januar 1958. Das Mono-Steuerteil (Radiochassis 62/5) sowie der von Wilhelm Wagenfeld entworfene viertourige Schallplattenspieler „PC 3“ wurden in einem 610 mm breiten, 235 mm tiefen und 300 mm hohen Gehäuse aus grauem Polyester integriert. Da das „Studio 1“ über keinen eigenen Lautsprecher verfügte, wurde es nur zusammen mit dem von Gerhard Lander entworfenen Braun-Lautsprecher „L3“ angeboten. Diese Kombination von Kompaktgerät und Lautsprecher erfüllte bereits beinah HiFi-Qualität. Braun präsentierte das „Studio 1“ auch im April 1958 auf der Weltausstellung in Brüssel in der deutschen Bibliothek. Anfang 1958 wurde diese Anlage zum Preis von 1080 DM angeboten und bereits im Januar 1959 sank der Verkaufspreis beider Teile auf 960 DM.
Das Radiochassis beinhaltet ein neu entwickeltes Niederfrequenz-Teil, der die Elektronenröhren EC80, ECC83, 2 × EL84 und den Gleichrichter SSF B300C130 enthält. Sein Frequenzbereich beträgt 20 bis 50.000 Hz ±2dB. Der Regelbereich für Höhen und Tiefen wurde erweitert und die Endstufe liefert etwa 15 Watt Musikleistung. Das Röhrenradio verfügt über einen Langwelle-, Mittelwelle-, Kurzwelle- und UKW-Empfangsbereich sowie über die vier Betriebsarten Radio, Phono, Tonband und Reserve, die über Drucktasten wählbar sind.
Das Schallplattenspieler-Chassis, ein viertouriger Braun „PC 3“, hat ein Kristall-Abtastsystem mit einem Frequenzbereich von 30 bis 18.000 Hertz. Im Betrieb ist ein zweistufiges Geräuschfilter zuschaltbar sowie ein Vor-Entzerrer, der die Anpassung an die verschiedenen Schneidkennlinien der Schallplatten bewirkt.
Der Braun-Lautsprecher „L3“, ein Zweiwege-Lautsprechersystem mit 15 Watt Leistung bestehend aus einem 300 mm Tiefmitteltöner und vier dynamischen Hochton-Lautsprechern, wurde in einer langen Versuchsreihe von Gerhard Lander entwickelt. Das Gehäuse, eine Art Sideboard, aus Nussbaumfurnier mit Stahlgestell und einer weißen Deckplatte aus Resopalfunier hat die Außenmaße von 1000 mm Breite, 710 mm Höhe und 480 mm Tiefe und ein Gewicht von etwa 40 kg. Es wurde innen mit schallarmem Material ausgekleidet und um Resonanzstellen durch stehende Wellen zu verhindern wurden rechte Winkel weitgehend vermieden. Die vier 100 mm Hochtöner sind als Fächer unterhalb der Resopalplatte montiert, um den Abstrahlwinkel zu vergrößern. Durch den in die Vorderseite montierten 30 cm Lautsprecher und eine rechtwinklige trapezförmige Öffnung auf der rechten Seite hat der L3 eine Art von Bassreflex-Gehäuse.
Atelier
Dieter Rams entwarf 1957 das erste „Atelier“-Modell, das Kompaktgerät aus Rüster und weißem Metall hatte keinen eingebauten Lautsprecher und war noch ein Mono-Röhrenradio mit einem „PC 3“-Plattenspieler. Schon 1958 erschien mit dem Steuergerät „Atelier 1“ einer der ersten Braun-Stereo-Geräte. Mit dem Radio-Chassis „RC 7“ und dem Stereo Plattenspieler „PC 3SV“. Der Atelier konnte mit der Braun Lautsprecherbox „L 1“ ergänzt werden.
TC 20
Die flach gebaute Kompaktanlage „TC 20“ erschien 1963, das Gehäuse besteht aus Metall und Kunststoff und hat eine Abdeckung aus Plexiglas. Dieter Rams entwarf dieses Transistorgerät in den Farben graphit und weiß. Das „TC 20“ ist ein Stereogerät für die Wiedergabe von Stereoschallplatten, das aber nur nach Einbau des Adapters TD 20 Stereo-Rundfunksendungen wiedergeben kann. Es wurde das damals neue Plattenspielerchassis „P2“ verbaut, mit justierbarem Gegengewicht und einem Abtastsystem „Elac KST107“. Das Steuergerät empfängt UKW, Mittel- und Langwelle und hat getrennte Regler für Höhen und Tiefen sowie einen Balanceregler.

### HiFi-Geräte

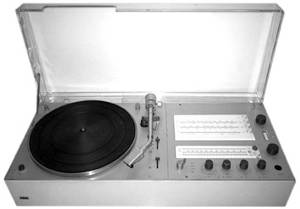
Braun-Kompaktanlage: „audio 310“ (1971)

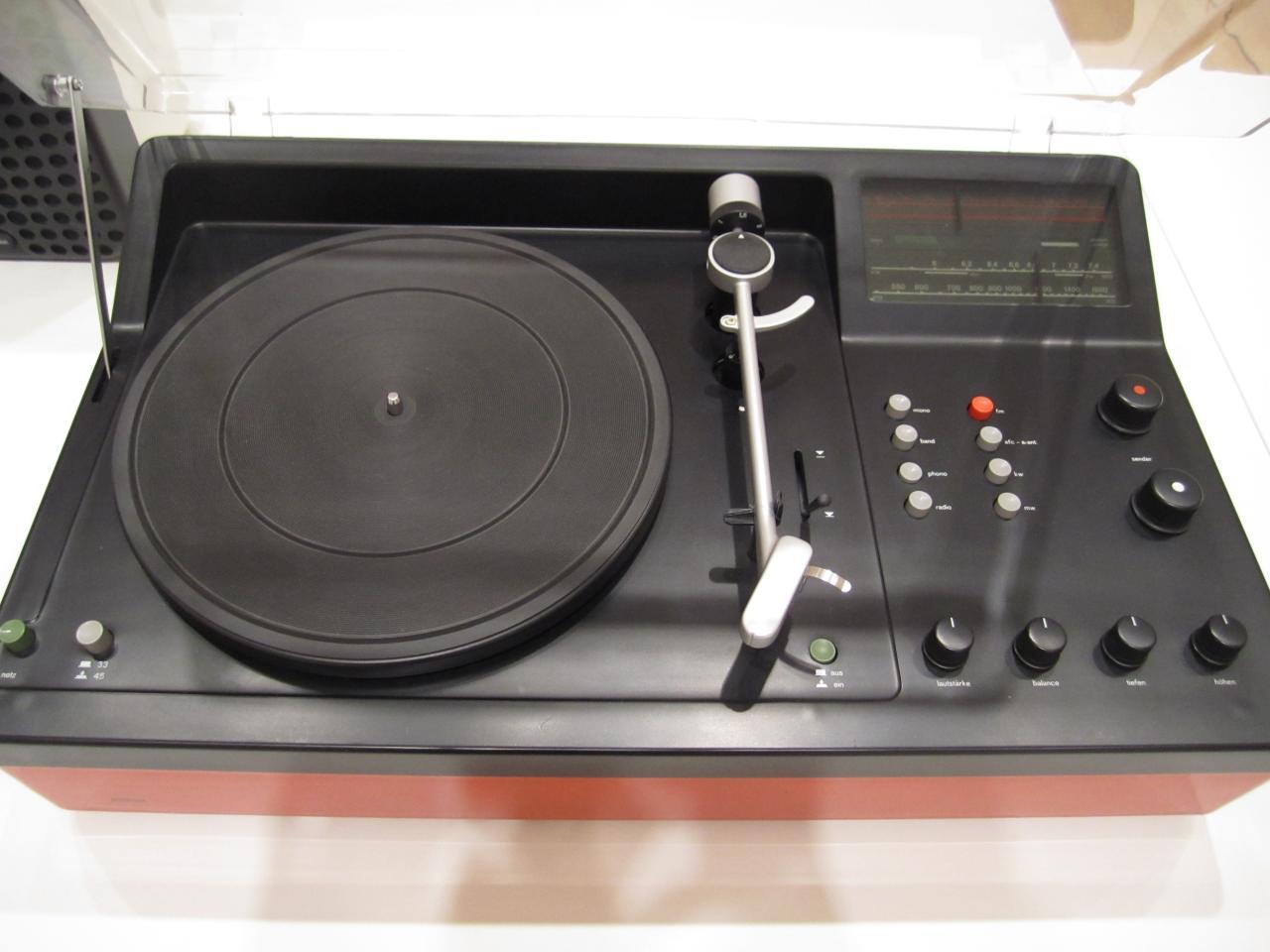
Braun-Kompaktanlage: „cockpit 250S“ (1970)

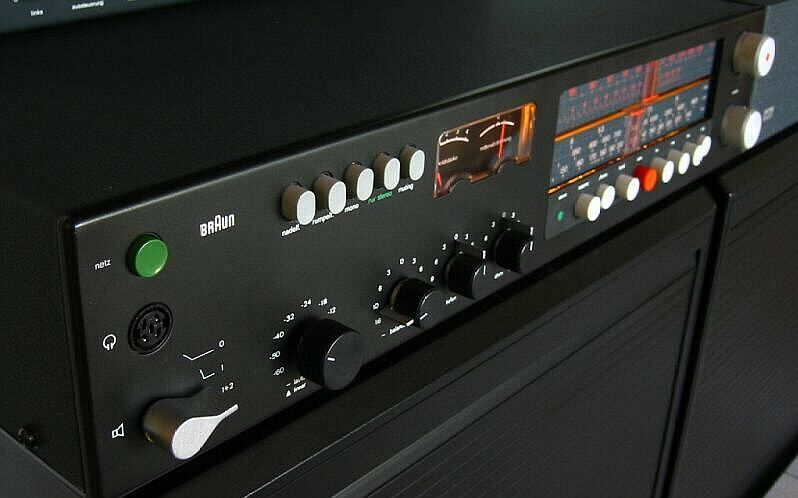
Braun Receiver „regie 510“ (1972)

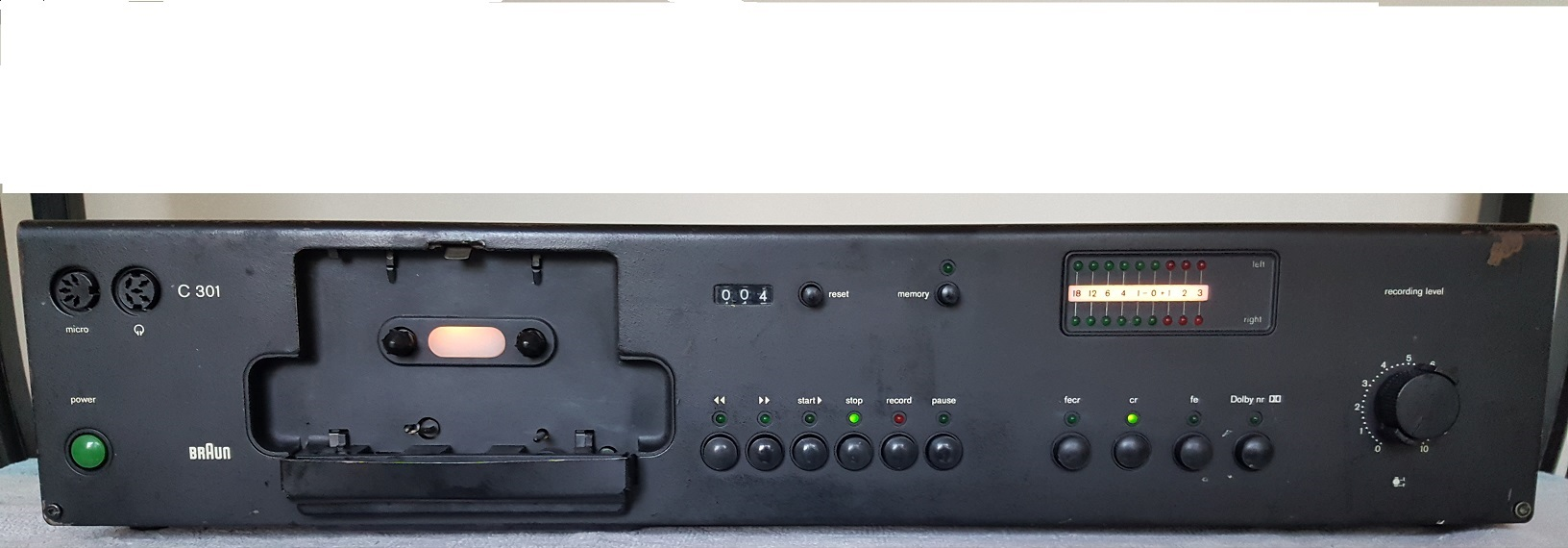
Braun Kassettendeck C301

1962 begann Braun mit seinem High-Fidelity-Programm und erklärte in einem gut gestalteten Prospekt, was es mit dem „Stereo“ und der „Hi-Fi“ auf sich hat. Bereits 1962 erfolgte der langsame Übergang von der Elektroröhrentechnik zur Transistortechnik sowie die Umstellung von Holz- und Metallkomponenten auf Kunststoffteile. Mit diesen Veränderungen begann ein neuer Abschnitt in der Geschichte der Braun-Unterhaltungselektronik. So änderte sich nicht nur die Technik, sondern auch das Design. Radio-Phono-Kombinationen verschwanden, aus Kompaktgeräten wurden Kompaktanlagen und Stand-Alone-Geräte wurden zum Standard. (Anmerkung: Phonogeräte sind unter anderem Plattenspieler, Tonbandgeräte oder Kassettendecks)
Studio 2
1959 wurde unter dem Namen „studio 2“ eine aus Einzelkomponenten bestehende HiFi-Stereo-Anlage auf den Markt gebracht. Die einzelnen Audiogeräte basierten noch auf der Röhrentechnik und wurden von Braun in den Hi-Fi-Bereich eingeordnet. Diese Produktlinie besteht aus dem Modell „CS 11“, ein Steuergerät mit Plattenspieler, dem Röhrenverstärker „CV 11“ und dem Radioempfänger „CE 11“. Weitere Modelle waren 1961 die Röhrenverstärker „CSV 13“ und „CSV 60“, die Plattenspieler „PCS 4“, „PCS 5“ und „PC 5“ sowie der Röhren-Rundfunkempfänger „CET 16“, der von den Verstärkern CSV 13 und CSV 60 mit Strom versorgt wurde. 1962 folgte der Plattenspieler „PCS 45“ und 1965 das erste Hifi-Stereo-Tonbandgerät das „TG 60“. Passend dazu wurden die Lautsprecherboxen „L 40“, „L 45“, „L 60“ sowie die Lautsprechereinheit „LE 1“ angeboten.
Audio-Reihe
1962 erschien das erste Modell aus der Audio-Reihe, die „audio 1“, die erste Braun-HiFi-Kompaktanlage in Transistortechnik. Diese Stereoanlage besteht aus dem Steuergerät (Receiver) „TC 40“ und dem Plattenspieler „PC 45“ und hat keinen eingebauten Lautsprecher, damaliger Preis 1.090 DM. 1964 erschien die „audio 2“, die aus dem Steuergerät „TS 45“ und dem Plattenspieler „PS 400“ bestand, beide in einem Chassis mit Plexiglasabdeckung. Die Kompaktanlage wurde 1965 von Braun dem Fachhandel unter dem Namen HiFi-Steuereinheit audio 2 präsentiert. 1968 erschien dessen Nachfolger das Modell „audio 250“. 1973 kam die audio 308 auf den Markt: Bei ihr war die Fläche neben dem Plattenspieler um acht Grad geneigt. Der Grund war die Höhe des hinten montierten Trafos. Sie war mit 55.000 Stück die erfolgreichste Braun-hifi-Anlage.
Das Steuergerät „TS 40“ sowie „TS 45“, daher der Receiver aus dem Kompaktgerät „audio 1“ beziehungsweise „audio 2“, wurde auch als einzelne Komponente angeboten und kann mit den Lautsprechern „L 450“, dem Tonbandgerät „TG 60“, den Plattenspieler „PS 400“ und dem Fernseher „FS 600“ zu einer HiFi-Stereo-Komplettanlage ergänzt werden. Die Komponenten „TS 45“, „TG 60“ und „L 450“ sind auch für Wandmontage vorgesehen.
| Die Braun-„audio“-Modelle | Die Braun-„audio“-Modelle | Die Braun-„audio“-Modelle | Die Braun-„audio“-Modelle |
| ------------------------- | ------------------------- | ------------------------- | ------------------------- |
| Modell                    | Typ                       | Plattenspieler            | Erscheinungsjahr          |
| audio 1 M                 | TC40                      | PC45                      | 1962                      |
| audio 1                   | TC40                      | PC45                      | 1963                      |
| audio 2                   | TC45                      | PS400                     | 1964                      |
| audio 2                   | TC45/1                    | PS400                     | 1965                      |
| audio 2                   | TC45/2                    | PS400                     | 1966                      |
| audio 2/3                 | TC45/3                    | PS410                     | 1967                      |
| audio 250                 | TC45/4                    | PS410                     | 1968                      |
| audio 300                 |                           | PS410                     | 1969                      |
| audio 308                 |                           | PS350                     | 1973, 8° Neigung          |
| audio 308S                |                           | PS450                     | 1975                      |
| audio 310                 |                           | PS430                     | 1971                      |
| audio 400                 |                           | PS450                     | 1973                      |
| audio 400S                |                           | PS450                     | 1975                      |
cockpit-Reihe
1970 erscheint neue die Kompaktanlagen-Serie „cockpit“. Braun benutzt dafür neue Materialien und Verarbeitungstechniken, um die Produktionskosten zu senken. Durch das neue Design des Kunststoffgehäuses und den niedrigen Preis soll nun eine junge Konsumentengruppe angesprochen werden.
1970 wurden vorerst nur zwei Modelle angeboten: „cockpit 250S“, Plattenspieler mit Drehzahlen 33 und 45 und einem Rundfunkempfangsteil für UKW, Mittelwelle (MW) und Langwelle (LW) sowie „Cockpit 250SK“ mit Plattenspieler und einem Rundfunkempfangsteil für UKW, MW und Kurzwelle (KW) anstelle Langwelle. Es gab diese Modelle in den Farben schwarz/lichtgrau oder schwarz/rot.
1971 erscheint die „cockpit 250W“, wie 250S aber mit einem Plattenspieler, Drehzahlen 16, 33, 45 und 78, der als automatischer Spieler, Dauerspieler oder Wechsler betrieben werden kann. Sowie die „cockpit 250WK“, wie die cockpit 250W aber mit Kurzwellenempfänger.
1972 erscheinen die beiden letzten Modelle der cockpit-Serie: die verbesserte „cockpit 260S“ sowie die „cockpit 260SK“, beide mit dem Braun-Plattenspieler P250X.
CSV und CE
1963 brachte Braun den ersten Transistorverstärker als Einzelkomponente auf den Markt, das Modell „CSV 10“, und leitete damit eine neue Generation von HiFi-Stereoverstärkern ein, aber auch die Umstellung von den klassischen Steuergeräten oder Radio-Phono-Kombinationen hin zu Einzelbausteinen und Kompaktanlagen. Weitere HiFi-Bausteine, die auf der Transistortechnik basieren, waren der Stereoverstärker „CSV 250“ von 1966 sowie das Modell „CSV 300“ von 1970. Auch neue Rundfunkempfänger (Tuner) in Transistortechnik wurden als Einzelkomponenten angeboten, 1966 erschien das Modell „CE 500“ und 1967 der Tuner „CE 250“.
Studio 1000
Unter dem Namen „Studio 1000“ wurde 1965 die neue Braun-HiFi-Produktlinie vorgestellt, die aus den Komponenten Rundfunkempfänger „CE 1000“, Verstärker „CSV 1000“, Plattenspieler „PS 1000“ und Lautsprecher „L 1000“ besteht; sie kann durch das Tonbandgerät „TG 1000“ und dem Weltempfänger „T 1000“ ergänzt werden. 1970 wurde die Produktion eingestellt. Die Komponenten des sogenannten System 1000 waren damals die einzigen Spitzenprodukte von Braun auf dem HiFi-Markt, es wurde aber kein Nachfolgesystem entwickelt, was zum Verlust von Marktanteilen im Unterhaltungsbereich führte.
Der Plattenspieler „PS 1000“ war eine sehr aufwändige Subchassis-Konstruktion, das innere Gehäuse (Sub-Chassis), das mittels Federn oder Gummidämpfern in dem äußeren Gehäuse beweglich eingebaut ist, trägt dabei den Plattenteller mit Lager und den Tonarm. Wie bei professionellen Tonstudio-Geräten wird der schwere riemengetriebene Plattenteller bei Abschaltung abgebremst. Der 10-Zoll-Tonarm erinnert an die Produkte des führenden englischen Anbieters SME und wurde 1969 mit einer Anti-Skating-Einrichtung versehen. Im Jahr 1967 betrug der Kaufpreis 1200 DM.
Etwa gleichzeitig erschien der „PS 500“ mit 9-Zoll-Tonarm, der allerdings über gewisse Raffinessen seines großen Bruders nicht mehr verfügte. Er wurde wesentlich günstiger angeboten, obwohl die Federung des Subchassis nun eine hochwirksame hydraulische Dämpfung erhielt. Das Tonbandgerät „TG 1000“, das in einer Zweispur- und einer Vierspur-Version erhältlich war, verfügte über ein 3-Motoren-Laufwerk, Tipptasten-Bedienung für die Relais, fotoelektrische Bandzugregelung und über Schmetterlings-Tonköpfe. 1971 wechselte die Tonbandgeräte-Entwicklermannschaft von Braun zur ASC Electronic-Autenrieth KG, worauf die Produktion des „TG 1000“ für kurze Zeit an das Unternehmen Uher in München ging.
Regie-Reihe
Bei der Regie-Reihe handelt es sich um eine von Dieter Rams entworfene Serie von Receivern. Eines der ersten Geräte der Regie-Reihe ist der „regie 500“, Typ CEV 500 von 1968. Der Tuner des CEV 500 ist ähnlich dem des CE 500 und der Stereoverstärker ähnelt dem des CSV 500. Bereits 1969 erschien der Receiver „regie 501“ und der „regie 501K“ Ausführung mit Kurzwelle statt Langwelle.
| Die Braun „regie“ Receiver | Die Braun „regie“ Receiver |
| -------------------------- | -------------------------- |
| Modell                     | Erscheinungsjahr           |
| regie 500                  | 1968                       |
| regie 501                  | 1969                       |
| regie 501K                 | 1969                       |
| regie 510                  | 1972                       |
| regie 520                  | 1974                       |
| regie 450                  | 1975                       |
| regie 350                  | 1976                       |
| regie 450S                 | 1976                       |
| regie 450E                 | 1976                       |
| regie 550                  | 1976                       |
| regie 525                  | 1977                       |
| regie 526                  | 1977                       |
| regie 528                  | 1977                       |
| regie 530                  | 1977                       |
| regie 550D                 | 1978                       |
| regie 540E                 | 1978                       |
Studio 250
1966/67 wurde von Braun unter dem Namen „Studio 250“ der Verstärker „CSV 250“ und der Tuner „CE 250“ angeboten. Bereits 1969 wurde der CSV 250 von „CSV 250/1“ und der CE 250 vom „CE 251“ abgelöst. Mit im Programm waren unter anderem die Plattenspieler „PS 402“ und „PS 420“.
Studio 500
Zum „Studio 500“ gehörten 1967 der Tuner „CE 500“, der Plattenspieler „PS 500“ sowie der Verstärker „CSV 500“, dieser hat kanalgetrennte Klangregler und eine stufenlos verstellbare gehörrichtige Lautstärken Regelung (Loudness). 1969 erschien dann der Verstärker „CSV 510“ und der Tuner „CE 501“.
Studio 1020 – Quadrofonie
Die 1972 herausgebrachte Produktlinie „Studio 1020“ führte zu starkem Interesse beim Fachhandel sowie bei Endverbrauchern, da die Bausteine dieser Anlage für Vierkanal-Wiedergabe nach den Quadrofonie-Verfahren CD4 (diskrete Quadrofonie) oder SQ (Matrix-Quadrofonie) ausgelegt ist.
Für die Wiedergabe von CD-4-Schallplatten ist der Plattenspieler „PSQ 500“ mit dem „CD-4-Demodulator“ vorgesehen. Durch diese Kombination wird die Wiedergabe von diskreter oder auch echter Quadrofonie möglich.
Durch den SQ-Decoder im „CSQ 1020“ wird die Wiedergabe von Quadrofonie-Aufnahmen auf sogenannten „Quadroschallplatten“, die auf dem SQ-System beruhen, möglich. Das SQ-System gehört zum technischen Verfahren der Matrix-Quadrofonie, wurde aber von Braun auch als echte Quadrofonie vermarktet.
Die Audio-Komponenten der „Studio 1020“:
- Tuner-Vorverstärker „CES 1020“
- Tuner „CE 1020“
- Quadro-Vorverstärker „CSQ 1020“ mit SQ-Decoder
- „CD-4 Quadro-Demodulator“
- Plattenspieler „PSQ 500“
- Aktivlautsprecher „LV 720“ oder „LV 1020“
- Quadro-Kabel-Fernbedienung „QF 1020“

Audio-System
1977 erschienen die Kompaktanlagen „Audio-System C4000“, „Audio-System P4000“, „Audio-System PC4000“.
Studio-System
Das „Studio-System“ ist eine 1978 erschienene Produktlinie, die dem damaligen Trend zu superflachen HiFi-Bausteinen entsprach, sie wird auch als „studio integral“ bezeichnet. Sie besteht aus dem Receiver „RA 1“ (RA 1 analog), Receiver „RS 1“ (RS 1 synthesizer) sowie dem „PC1 integral“, ein Kassettendeck mit Plattenspieler. Wobei der Receiver RA 1 analog eine Kombination aus dem Tuner T 301 und dem Verstärker A 301 ist. 1979 folgten der „PC1A integral“.
Studio-Linie
Die Produktlinie „Studio-Line“ von 1978 ist eine Abwandlung des Studio-Systems, welche aus Einzelnkomponeten besteht. Braun vermarktete die Modelle unter dem Namen Studio 301, bestehend aus dem Verstärker „A 301“, dem Cassettendeck „C 301“ und „C 301 M“, der auch für Metallbänder geeignet ist und dem analog Tuner „T 301“. Das Studio 501 besteht aus dem Verstärker „A 501“, dem Syntesizer-Tuner „TS 501“ (1981 folgte der Tuner „T 501“, der eigentlich ein T 301 ist) und den Plattenspielern „PS 550“, „PDS 550“ und dem „P 501“. Das Studio 701 stellte die Oberklasse der Reihe dar und besteht aus dem Vorverstärker „AC 701“ und dem Leistungsverstärker (Endstufe) „AP 701“ sowie dem Plattenspieler „P 701“.
Atelier-Linie
Die von Dieter Rams entworfene bzw. designte Braun-Atelier-Serie, nicht zu verwechseln mit den Kompaktgerät Modell „Atelier“, wurde 1979 zum ersten Mal vorgestellt und ist eine im damaligen typischen schlichten Design gehaltenen HiFi-Anlage, die aus einzelnen Elementen besteht. Ab Herbst 1985 umfasste das Atelier-Programm auch CD-Spieler. 1990 wurde die Produktion eingestellt und die Letzte Edition der Geräteserie herausgebracht. Ein vergleichbares Gerätekonzept wurde in den nachfolgenden Jahren von der Firma NAD verwendet. Wie bereits bei Braun üblich, wurden auch bei NAD durch farbige Gestaltungselemente (Bedienknöpfe), vorzugsweise in der Farbe Grün, Akzente und Alleinstellungsmerkmale gesetzt. Ab 1986 konnte sie mit dem Fernsehgerät TV 3 ergänzt werden.
Lautsprecher
Außer dem elektrostatischen Lautsprecher Braun LE1 (1959), ein Lizenznachbau der englischen Firma Quad im Rams-Design, wurde eine ganze Palette konventioneller Lautsprecherboxen mit dynamischen Lautsprechern entwickelt. Von dem Flächenstrahler Braun LE1 konnten wegen der nur 500 gekauften Lizenzen auch nur 500 Lautsprecherpaare herstellt werden; sie werden seit 2013 wieder angeboten. Bald darauf folgte der L 2, der mit elektrodynamischen Chassis bestückt war.
Mit jeder neuen Lautsprechereinheit gelang es, mehr Bass aus kleineren Boxen zu erhalten. Ein großer Fortschritt war die Einführung der Kalotten-Hoch- und -Mitteltöner 1965 (L 700), wodurch es erschwinglich war, einigermaßen frequenzlineare Lautsprecherboxen zu entwickeln. Diese Kalottenlautsprecher wurden dann in alle Braun-Boxen eingebaut und führten diese zu einem neuen Klangbild. Andere Hersteller wie Heco, Canton und Acron folgten diesem Trend, was zum so genannten „Taunussound“, mit kräftigen Bässen und sauberen Höhen, führte.

## Bilder – Audiogeräte von Braun

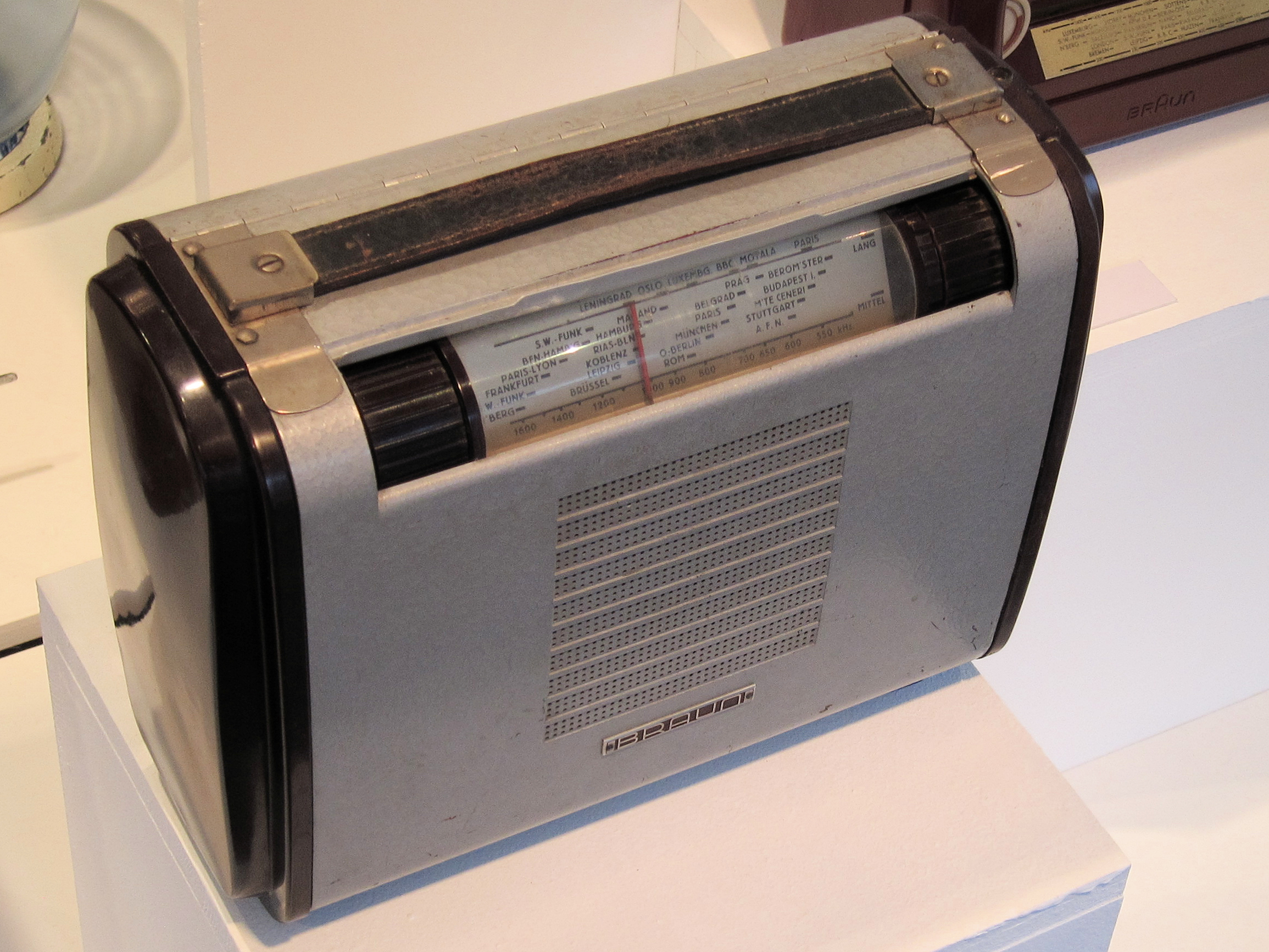
Reiseradio „Piccolo 50“ von 1951
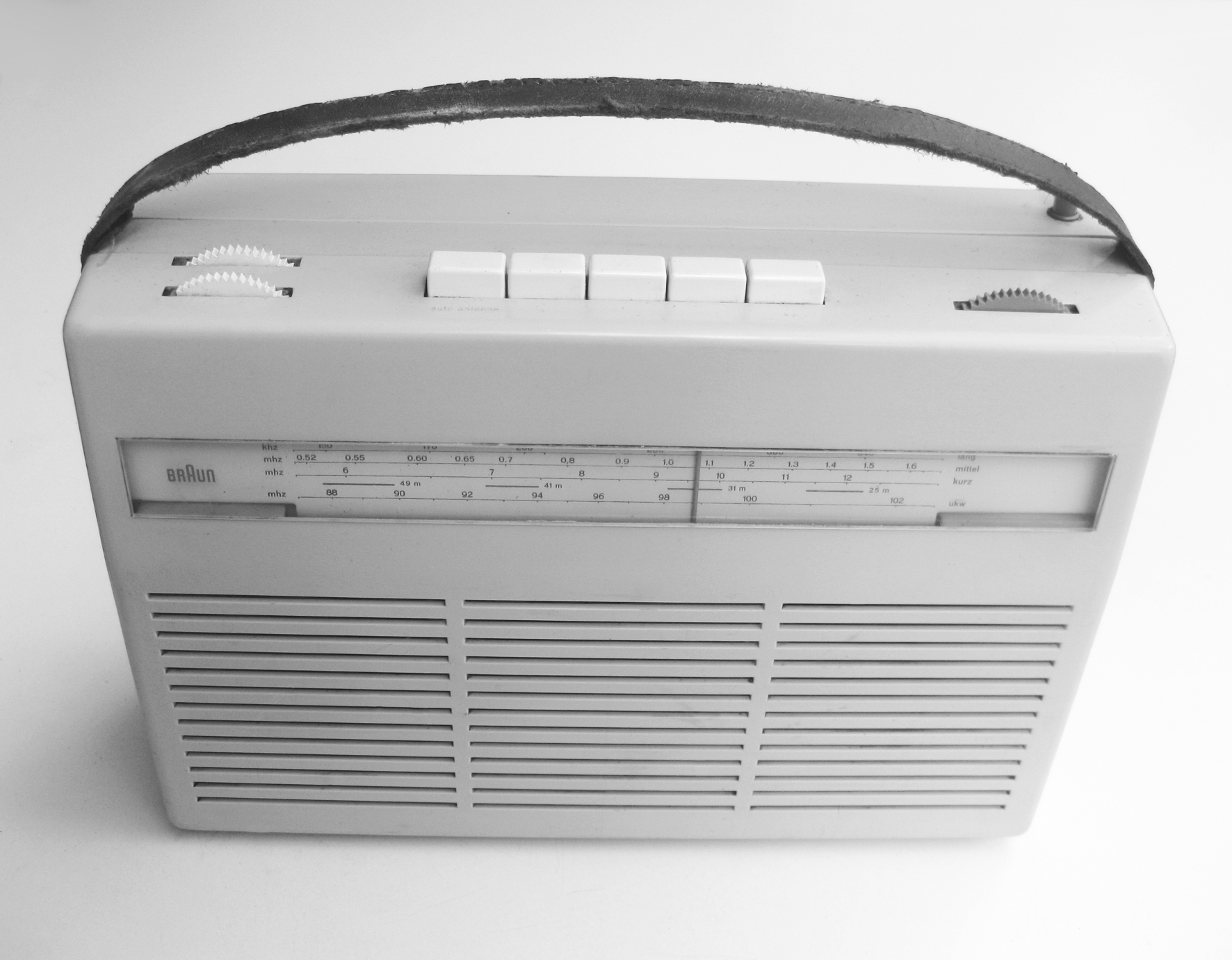
Kofferradio „Transistor 1“ von 1957
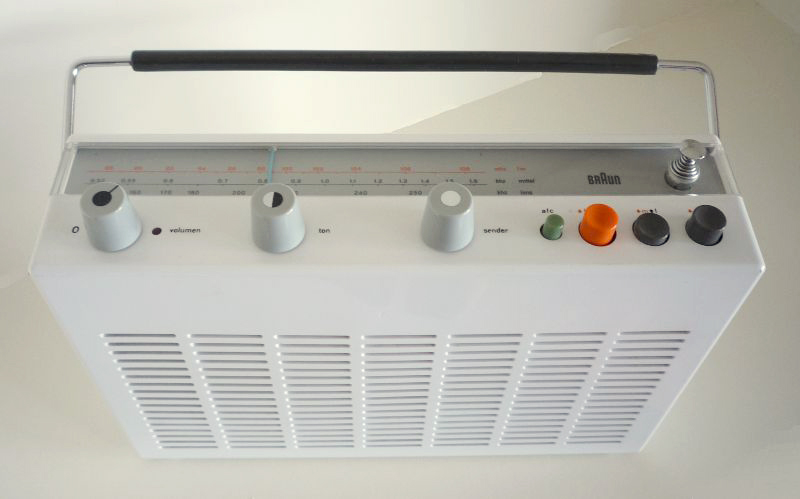
Kofferradio „T 580“ von 1963
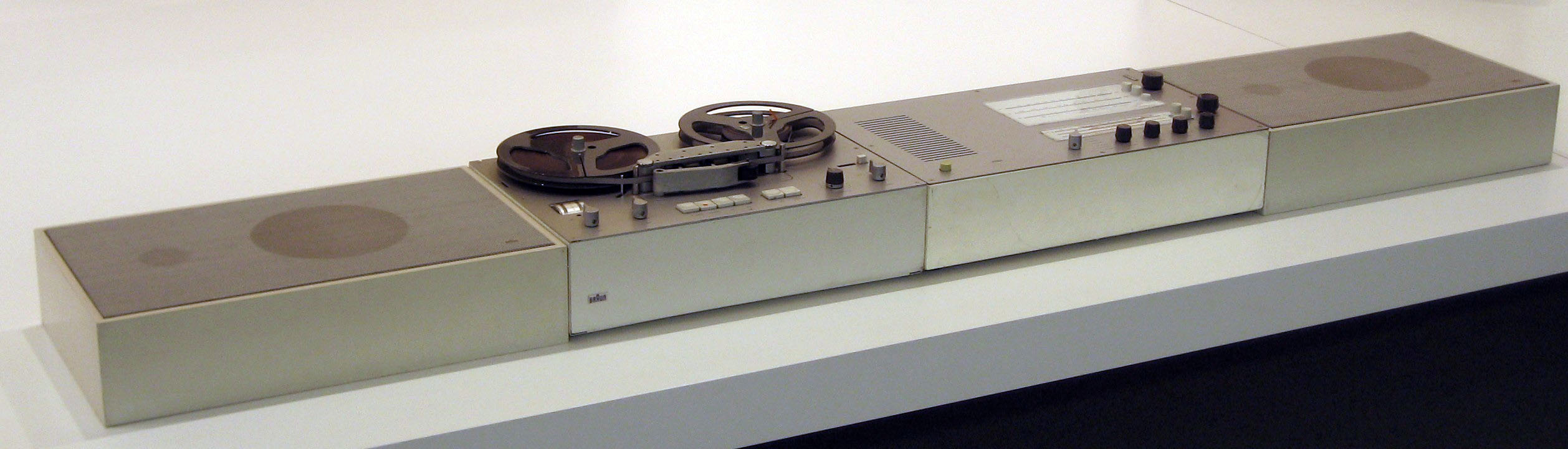
Braun-HiFi-Komponenten von 1964 Steuergerät „TS 45“, Lautsprecher „L 450“, Tonbandgerät „TG 60“
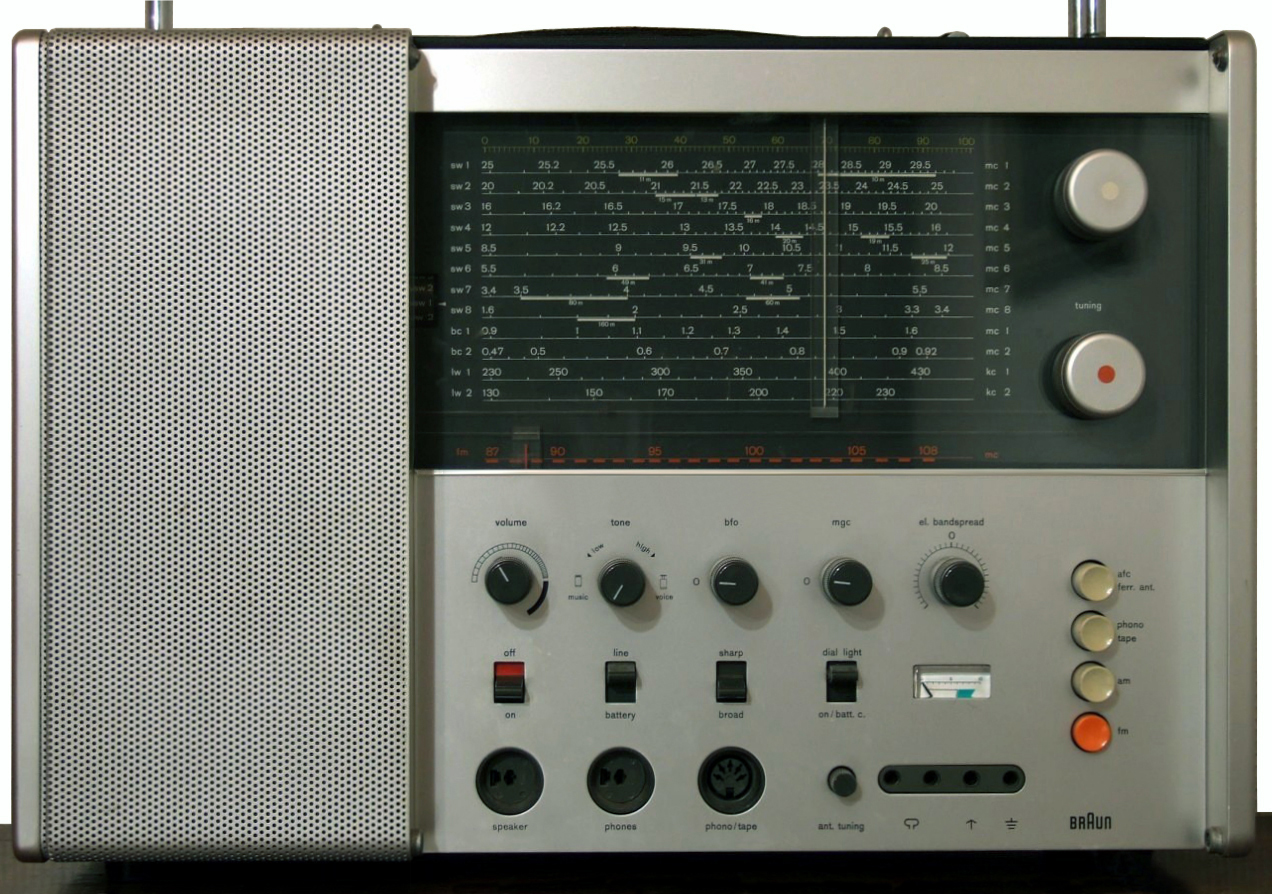
Weltempfänger „T 1000 CD“ von 1968
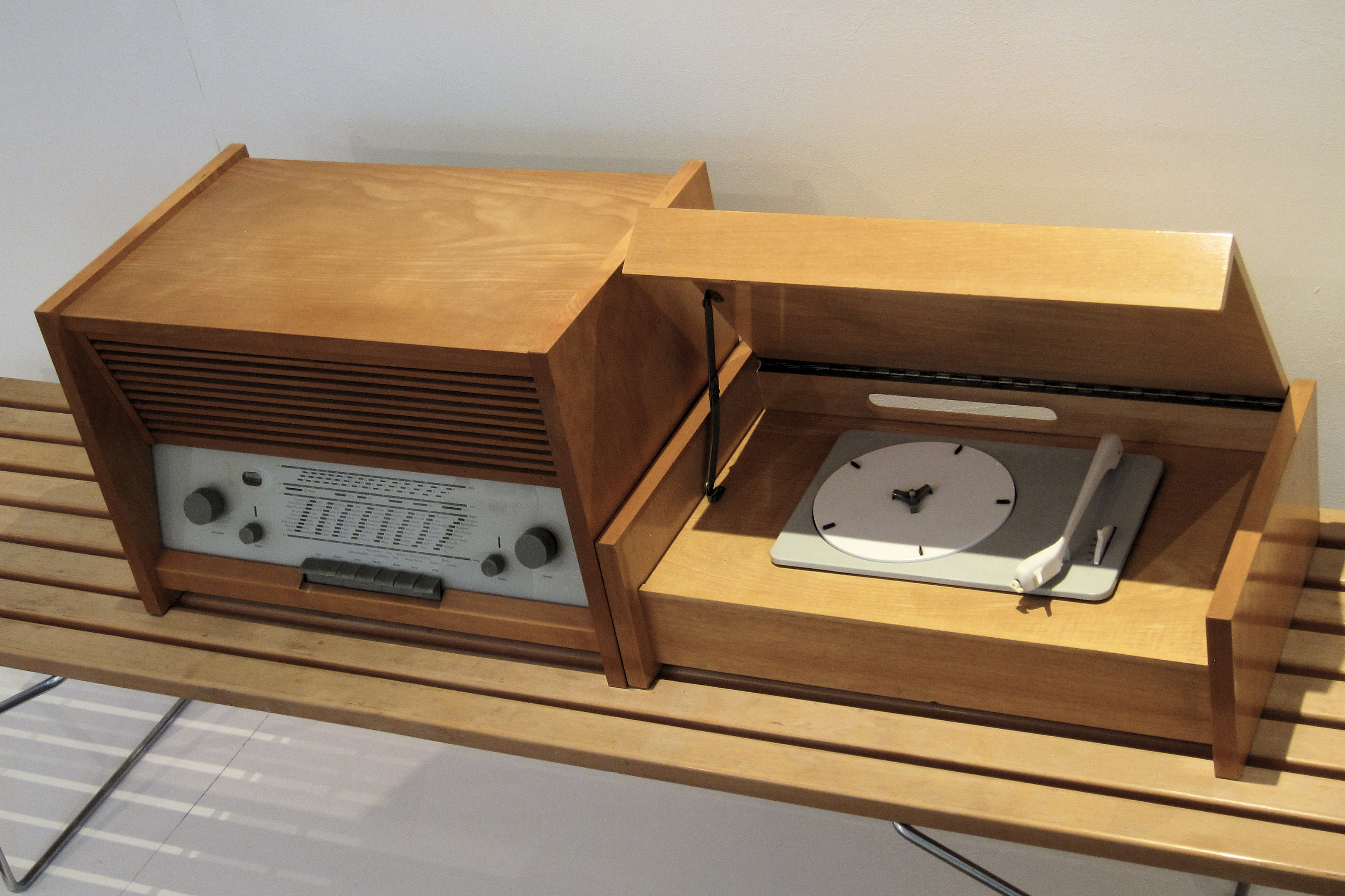
Röhrenradio G11 und Plattenspieler G12
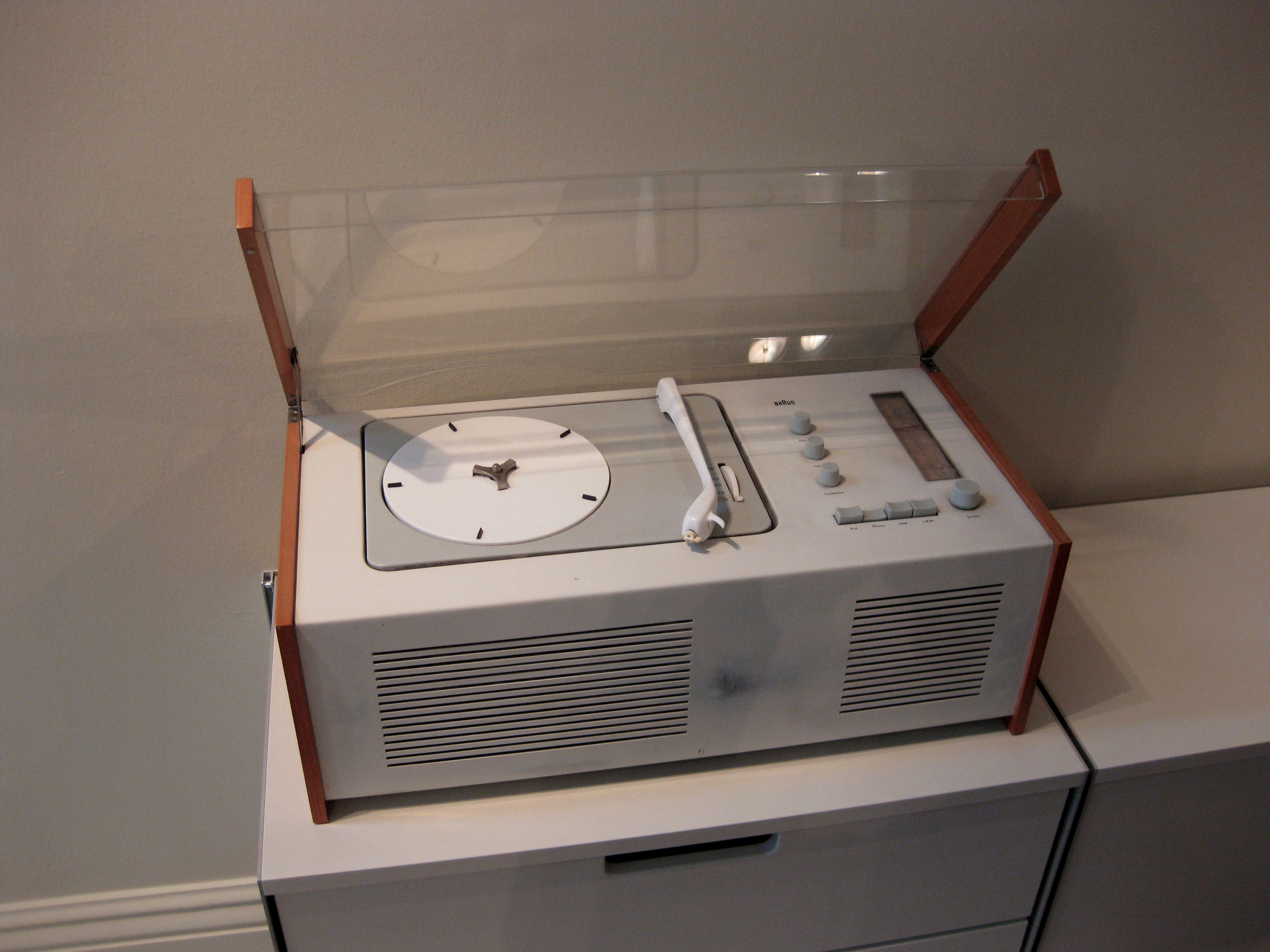
Phonosuper SK 4/1 von 1957
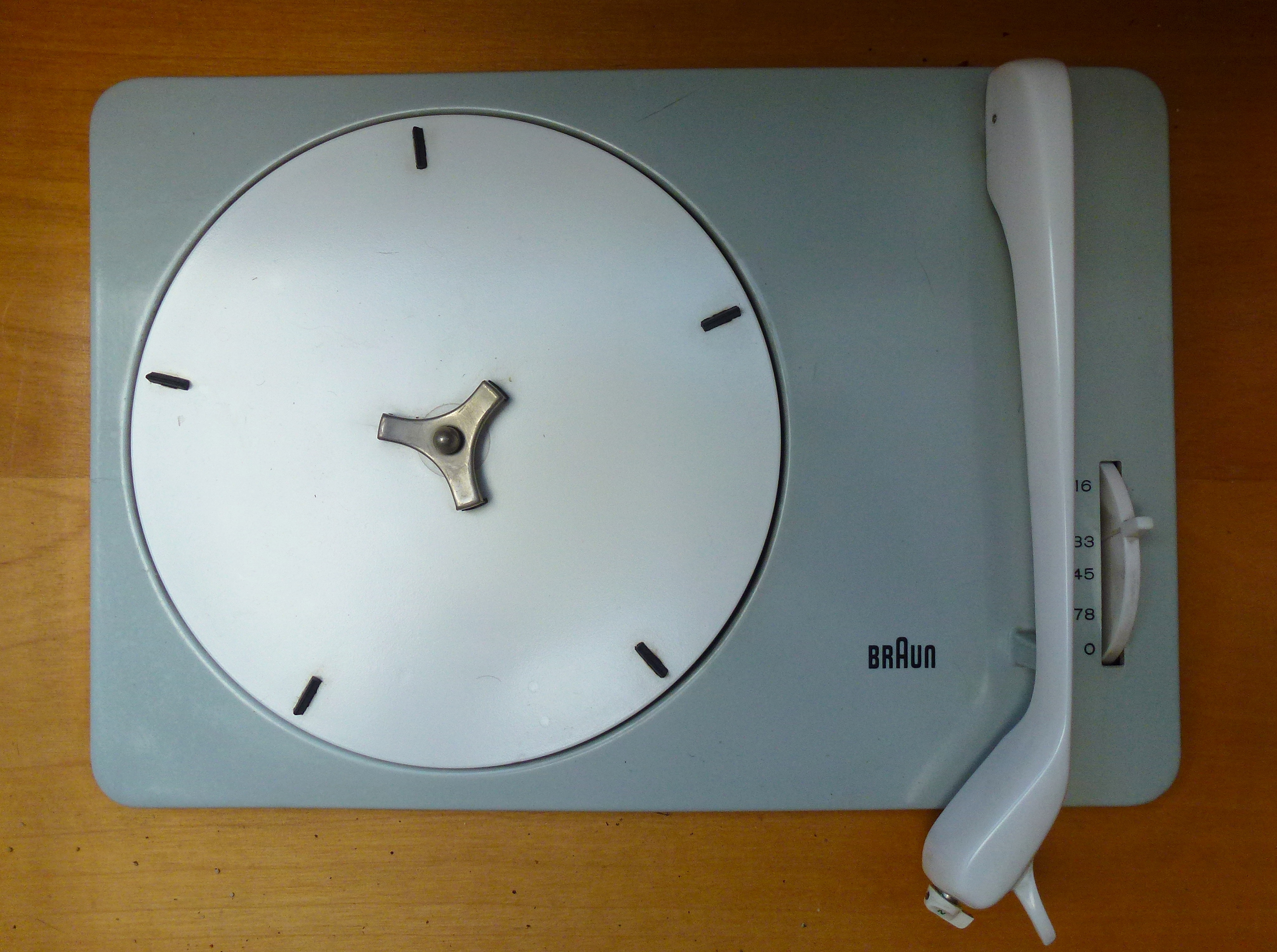
Plattenspieler „PC 3“ von 1959
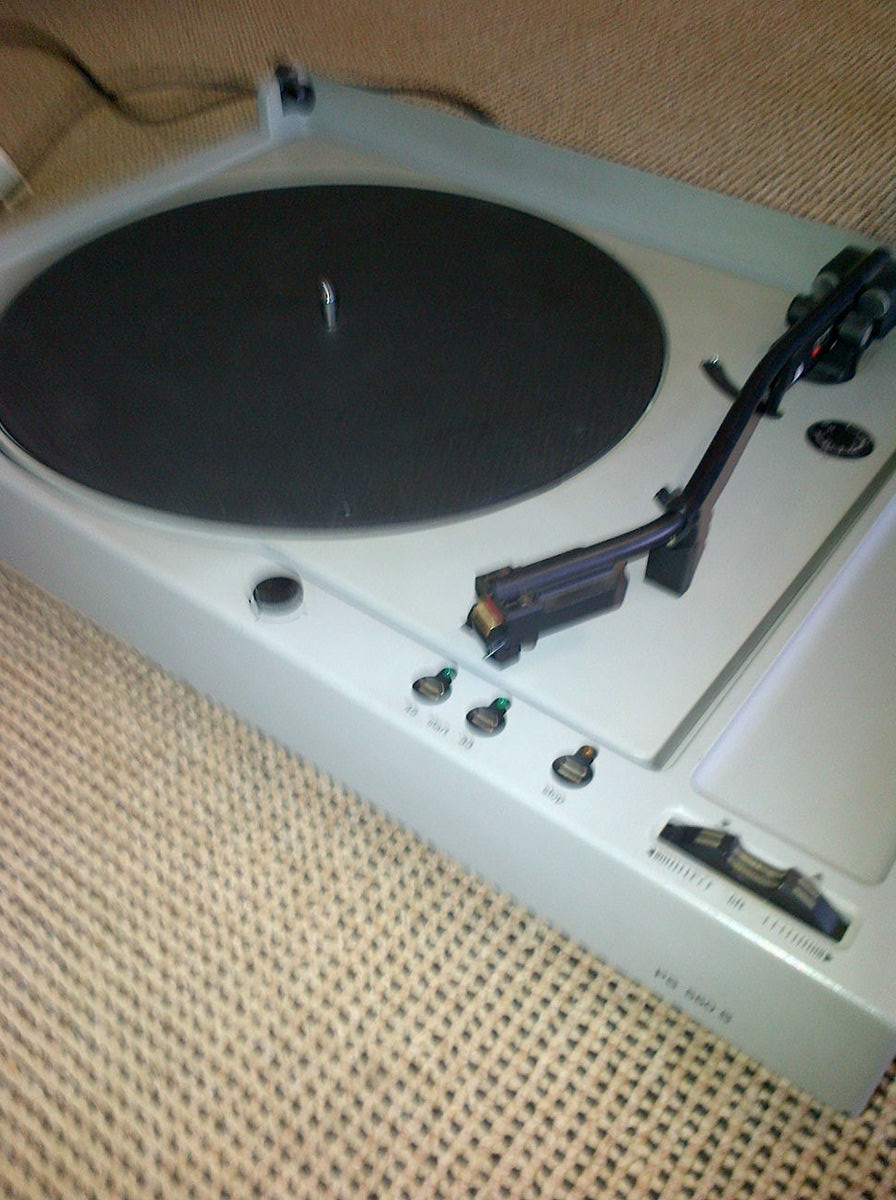
Plattenspieler „PS 550 S“ von 1978

## 1981 bis zum Ende mit Braun-HiFi 1991
1981 wurde der Artikelbereich Unterhaltungselektronik aus der Braun AG ausgegliedert und an die „Braun Elektronic GmbH“ (BEL) in Kronberg übertragen, deren Gesellschafter die Gillette-Company und das amerikanische Unternehmen „Analog & Digital Systems Incorporation“ wurden. Analog & Digital Systems war ein Im- und Exporteur von Unterhaltungselektronik, der aber auch eigene HiFi-Produkte entwickelte, wie beispielsweise Auto-HiFi-Anlagen. Seit 1974 war es Lizenznehmer für Braun-Lautsprecher und führte 1975 die Marke „ADS“ in den amerikanischen Markt ein. Der Gründer des Unternehmens, Godehard Günther, wurde geschäftsführender Gesellschafter von „BEL“. Im Programm waren Auto-HiFi-Komponenten wie Lautsprecher und Verstärker (Endstufen); die Braun-Atelier-Serie sowie Braun-Lautsprecherboxen. Die Produkte wurden von 1981 bis etwa 1987 in Deutschland mit dem Braun-Logo verkauft.
Die „Braun Elektronic GmbH“ wurde am 22. September 1987 aufgelöst und firmierte anschließend weiterhin mit Sitz in Kronberg und den gleichen Gesellschaftern unter dem Namen „ADS - Analog & Digital Systems Inc.“, da der Lizenzvertrag mit der Braun AG ausgelaufen war. Bei der Funkausstellung 1989 wurden die neuen Produkte aus der atelier-Reihe nicht unter der Marke Braun, sondern der Marke a/d/s/ präsentiert, aber mit dem Hinweis auf „Design by Braun“.
1989 kaufte die Gillette-Company die Gesellschafteranteile von Godehard Günther zurück, wodurch die „ADS - Analog & Digital Systems Inc.“ ein 100%iges Tochterunternehmen der Gillette-Company wurde. Neuer Geschäftsführer wurde Ernst Ortmann und die Produkte wurden wieder unter der Marke Braun vermarktet. Im Mai 1990 wurde beschlossen, das Unterhaltungselektronik-Geschäft einzustellen. Im März 1991 wurde die „ADS - Analog & Digital Systems Inc.“ aufgelöst, wodurch die Ära des Braun-Designs für Audio- und Phonogeräte endete.
Von 1981 bis 1990 blieb der wirtschaftliche Erfolg der Unterhaltungselektronik-Produkte aus, was zum einen daran lag, dass nur ein bestimmter Kundenkreis bereit war, für Design und Konzept der Braun-Geräte den geforderten Preis zu bezahlen, und zum anderen daran, dass die Atelier-Geräte kaum mit anderen HiFi-Produkten kombiniert werden konnten. Die Geräte wurden größtenteils auf dem deutschen Markt verkauft und konnten auf ausländischen Märkten nur schlecht abgesetzt werden. Da der Umsatz weiter zurückging, wurde 1990 das Produktionsende der Unterhaltungselektronik mit ganzseitigen Anzeigen in Fachzeitschriften angekündigt. Braun investierte 2,5 Mio. DM in eine Werbekampagne für eine „Last Edition“ unter dem Namen Braun Atelier.

## Lautsprecher Comeback 2013

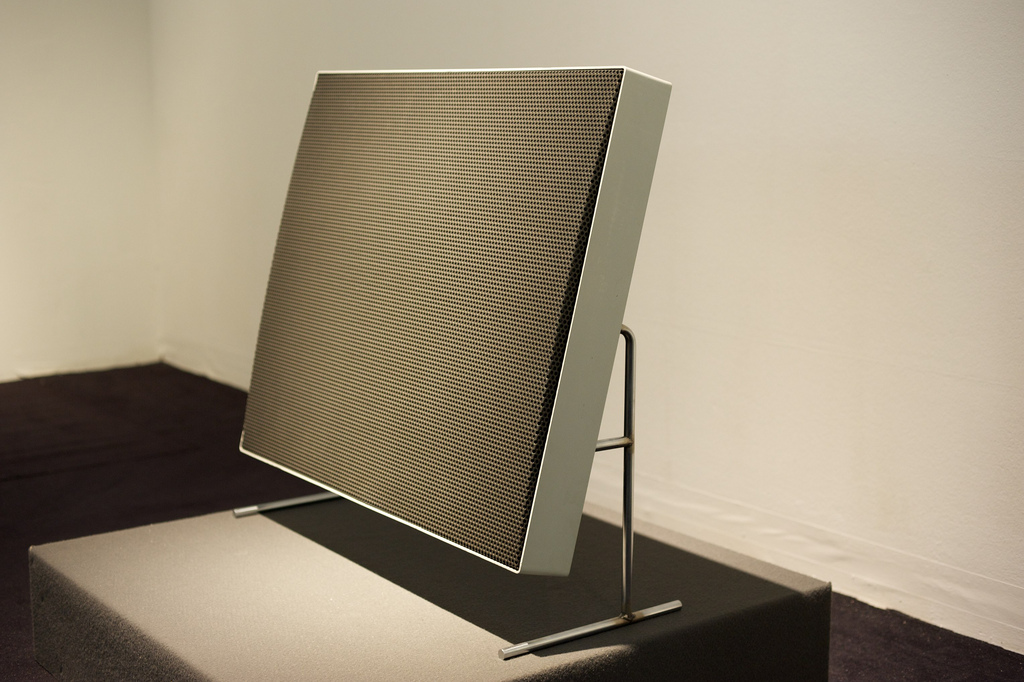
Braun LE1 original (1959)

Seit 2013 wird der Braun LE1 von der Firma Quad wieder angeboten. Seit Ende 2019 werden von dem britischen Radio-Hersteller Pure Smart Home Lautsprecher im klassischen Braun Design in Lizenz hergestellt und vertrieben. Sie werden auch als Braun LE vertrieben.